# Dimos Leipsoi
Dimos Leipsoi, alternaivt Lipsi (Leipsoi), är en kommun i Grekland.   Den ligger i prefekturen Nomós Dodekanísou och regionen Sydegeiska öarna, i den östra delen av landet, 280 km öster om huvudstaden Aten. Antalet invånare är 687. Dimos Leipsoi ligger på ön Nisída Leipsoí.